# Esquerra Unida (Grècia)
Esquerra Unida (grec Ενωμένη Αριστερά, Enomeni Aristera, EA) fou una coalició política grega que agrupava al Partit Comunista de Grècia (KKE), al Partit Comunista de Grècia (Interior) (KKE-E) i l'Esquerra Democràtica Unida (EDA) per a les eleccions legislatives gregues de 1974. Va obtenir el 9,47% dels vots i 8 escons. No es va repetir en eleccions posteriors.

## Partits membres
| Partit | Partit                                | Ideologia             | Líder              |
| ------ | ------------------------------------- | --------------------- | ------------------ |
|        | Partit Comunista de Grècia (KKE)      | Comunisme             | Charilaos Florakis |
|        | Partit Comunista de Grècia (Interior) | Eurocomunisme         | Babis Dracopoulos  |
|        | Esquerra Democràtica Unida            | Socialisme Democràtic | Ilias Helios       |

## Resultats electorals
| Any  | Líder        | Vots    | %     | Escons  | Pos. |
| ---- | ------------ | ------- | ----- | ------- | ---- |
| 1974 | Ilias Helios | 464.787 | 9,47% | 8 / 300 | 4t   |